# Stratifikation (Medizin)
In der Medizin bezeichnet der Ausdruck Stratifikation (auch Risikostratifikation oder Risikostratifizierung; von lat. stratum „Schicht“, facere „machen“) das Abschätzen des Risikos, dass eine vorliegende fortschreitende Erkrankung zu Komplikationen oder zum Tod führen kann. Dazu werden Risikofaktoren erfasst, von denen bekannt ist, dass sie im Zusammenhang stehen mit dem Fortschreiten einer Erkrankung oder mit dem Auftreten von Komplikationen. Anhand des individuellen Risikoprofils wird mittels Tabellen, Algorithmen oder Computerprogrammen das individuelle Risiko des Patienten ermittelt.
Mit der Killip-Klassifikation wird beispielsweise das Risiko eines akuten Herzinfarktes abgeschätzt.